# Нортон, Ричард, 8-й барон Грантли
Ричард Уильям Бринсли Нортон, 8-й барон Грантли (англ. Richard William Brinsley Norton, 8th Baron Grantley; родился 30 января 1956 года) — британский банкир и политик. В молодости он работал в Консервативной партии, но присоединился к Партии независимости Великобритании (UKIP), когда она была основана в 1993 году. Как Ричард Грантли, он был членом Палаты лордов с 1995 по 1999 год.

## Ранняя жизнь
Родился 30 января 1956 года. Старший сын Джона Нортона, 7-го барона Грантли (1923—1995), и Леди Дейрдре Элизабет Мэри Фреды Хар (род. 1935). Внук по материнской линии Уильяма Хара, 5-го графа Листоуэла. В его родословную входили сэр Ричард Нортон, прославившийся своей ролью одного из лидеров восстания Севера в 1569 году, и сэр Флетчер Нортон, который был спикером Палаты общин с 1770 по 1780 год, ставший 1-м бароном Грантли из Маркенфилда в 1782 году.
Он получил образование в Гарден-хаусе, Итон-хаусе, Амплфорт-колледже и в Нью-колледже в Оксфорде, куда поступил с открытой стипендией по математике, но окончил юридический факультет . В 1976 году он был президентом Оксфордского союза.

## Карьера
Ричард Нортон работал в отделе консервативных исследований с 1977 по 1981 год. В 1978 году он был откомандирован на работу в Палату лордов от оппозиционной партии. Во время избирательной кампании 1979 года он работал в личном кабинете Маргарет Тэтчер. После выборов он стал специальным советником по торговле и энергетике и написал «Преимущества торговли» с введением тогдашнего государственного секретаря по торговле, достопочтенного Джона Биффена, член парламента.
Советник Королевского округа Кенсингтон и Челси с 1982 по 1986 год, он был кандидатом в парламент от консервативной партии по избирательному округу Вентворт на всеобщих выборах 1983 года.
Он вступил в Партию независимости Соединенного Королевства после ее основания и стал одним из ее первых покровителей. 24 июня 1995 года он сменил своего отца, Джона Нортона, 7-го барона Грантли, и таким образом стал первым представителем UKIP в парламенте. В 1996 году он произнес свою первую речь в Палате лордов в присутствии своего деда по материнской линии, графа Листоуэла, члена Палаты лордов с 1931 года. В 1997 году он стал лидером UKIP в Палате лордов. Он выступал в палате пять раз. Во время реформ, проведенных Закон о Палате лордов 1999 года, он не баллотировался на выборах в качестве постоянного члена, и поэтому покинул Палату в ноябре 1999 года. Он остается членом UKIP, хотя теперь поддерживает партию Brexit.
В 1981 году Грантли стал банкиром и финансистом международных проектов в Morgan Grenfell, Deutsche Bankи HSBC. Он был директором Morgan Grenfell International Limited и HSBC Project and Export Finance. Он возглавлял отдел финансирования нефтегазовых проектов в обоих учреждениях и ушел в отставку в 2005 году.
Грантли является председателем Ассоциации жителей района Милнер-стрит в Челси. Он живет по адресу: 8 Halsey Street, Cheslea SW3 2QH. Он был покровителем Save Sloane Square, который проводил кампанию, чтобы предотвратить Королевский район Кенсингтон и Челси от превращения центра Sloane Square в перекресток. Он также участвовал в успешной кампании, чтобы помешать разработчикам сайта казарм Челси снести Гарнизонную церковь.
Он является покровителем Группы Vaughan Parents Action Group, которая проводила кампанию по предотвращению превращения Мемориальной школы кардинала Вогана, одной из выдающихся католических государственных школ в Лондоне, в обычную местную школу.
Грантли был рыцарем чести и преданности Суверенного военного Мальтийского ордена в течение 38 лет и служил в совете его Британской ассоциации, а также директором больницы Святого Иоанна и Святой Елизаветы. В течение десяти лет он был директором попечительского фонда ордена Святого Иоанна. Он является постоянным поклонником в Лондонской оратории и давним приверженцем традиционной латинской мессы.
Барон Грантли — страстный игрок в бридж. В 1972 году он дошел до финала конкурса Daily Mail National Schools Bridge Competition; он был постоянным членом команды Палаты лордов по бриджу в ее ежегодных матчах против Палаты общин; и он был членом команды польского клуба, которая выиграла Кубок Девоншира в 2011 и 2015 годах.
8-й барон Грантли не женат и не имеет детей. Его предполагаемым наследником является его младший брат, достопочтенный Фрэнсис Джон Хилари Нортон (род. 1960).